# Геза Тот (важкоатлет)
Геза Тот (угор. Géza Tóth, 25 січня 1932 — 4 жовтня 2011) — угорський важкоатлет.
Срібний призер Олімпійських Ігор 1964 року в напівважкій вазі, учасник 1960, 1968 років.